# Dual input

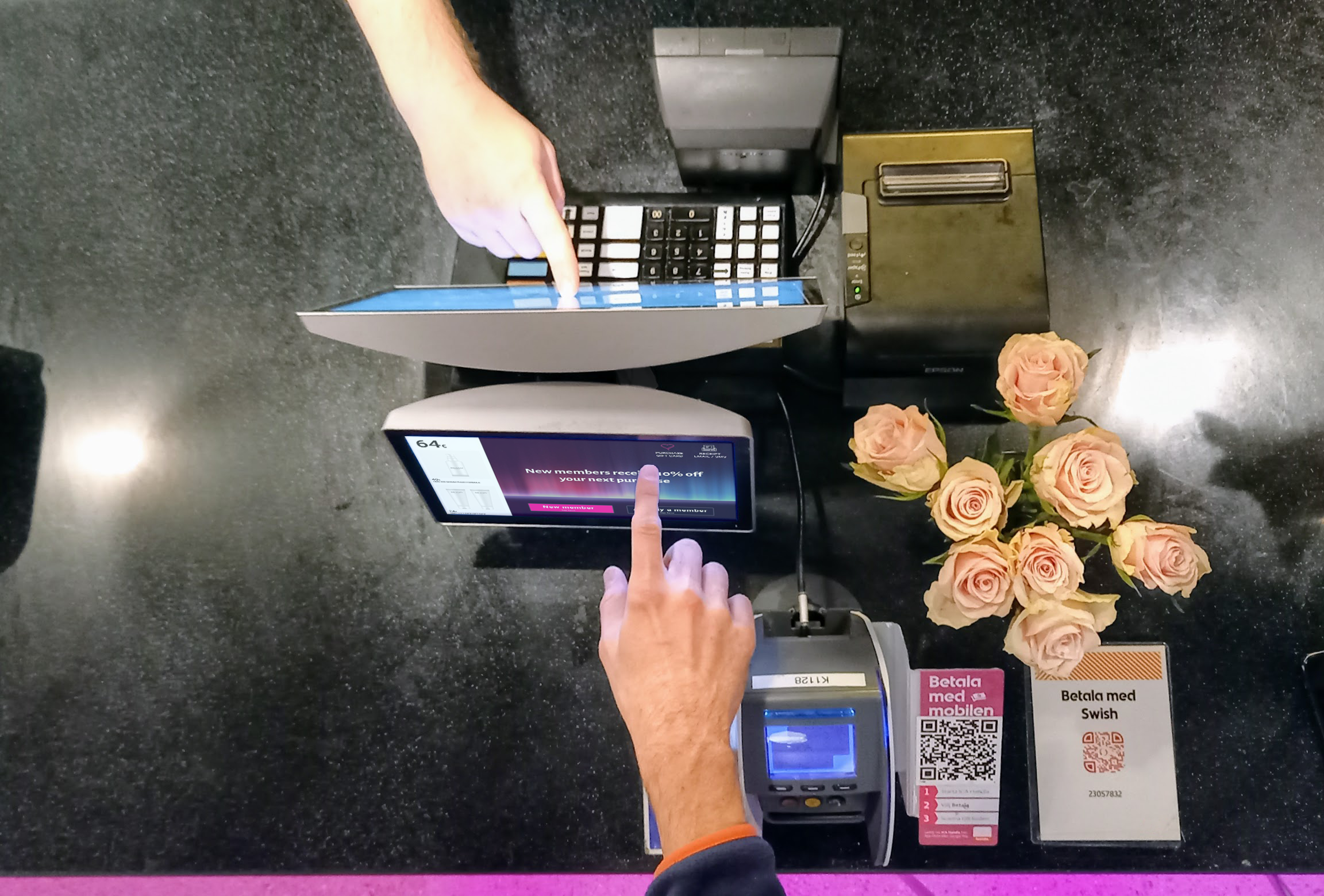
Dual input na dwóch urządzeniach jednocześnie

Dual input, Dual point user input – terminy opisujące problemy związane z wielokrotnym wprowadzaniem poleceń dotykowych na dwóch urządzeniach jednocześnie.
W przypadku jednoczesnego wprowadzania poleceń dotykowych z dwóch monitorów dotykowych wymaganie jest techniczne rozwiązanie, w celu zapewnienia poprawnego działania urządzenia. Jest to spowodowane tym, że niektóre systemy operacyjne umożliwiają działanie tylko jednego kursora. W przypadku dwóch użytkowników, dwie jednoczesne czynności z dwoma wejściami wymagałyby dwóch „kursorów” w systemie operacyjnym. Jeśli jeden z użytkowników ma również mysz podłączoną do swojego wyświetlacza, istnieje ryzyko, że drugi użytkownik przerwie pracę pierwszego użytkownika, przesuwając kursor myszy.

## Przykłady problemów typu dual input
Te rozwiązania techniczne można zauważyć  w zgłoszeniach patentowych w sektorze dual input. Końcowi odbiorcy okazjonalnie potrzebują pomocy, aby konfiguracja działała z dwoma dotykowymi monitorami. Na rynku występują wyspecjalizowane firmy pracujące nad rozwiązaniami dual input, na przykład ID24 second displays. Problemem, który wymagał rozwiązania technicznego, były dwa telewizory LCD o przekątnej 55 cali, z indywidualnymi nakładkami dotykowymi IR. Wymagało to dodatkowej pomocy w rozwiązaniu dual input na tych dwóch ekranach jednocześnie. Wsparcie dla dual input występuje też we frameworku języka JavaScript, Smart Client, który wprowadził wsparcie dla dual input w swoim oprogramowaniu w wersji 12.